# Escalas de ciclones tropicais
Os ciclones tropicais são classificados em uma das cinco escalas de intensidade dos ciclones tropicais, de acordo com os seus ventos máximos sustentados em que bacia(s) dos ciclones tropicais estão localizados. Apenas algumas escalas de classificação são usadas oficialmente pelas agências meteorológicas rastreando os ciclones tropicais, mas algumas escalas alternativas também existem, como a Energia Ciclônica Acumulada, o Índice de Dissipação de Energia, o Índice de Energia Cinética Integrada e o Índice de Gravidade do Furacão.
Ciclones tropicais que se desenvolvem no Hemisfério Norte são não oficialmente classificados pelos centros de aviso em uma de três escalas de intensidade. Ciclones tropicais ou ciclones subtropicais que existem no Oceano Atlântico Norte ou no nordeste do Oceano Pacífico são classificados como depressões tropicais ou tempestades tropicais. Se um sistema se intensificar ainda mais e se tornar um furacão, então ele será classificado na escala de furacões de Saffir–Simpson, e é baseado nos ventos máximos sustentados estimados ao longo de um período de 1 minuto. No Pacífico ocidental, o Comité de Tufões ESCAP/WMO usa quatro classificações separadas para ciclones tropicais que existem dentro da bacia, que são baseados nos ventos máximos sustentados estimados ao longo de um período de 10 minutos.
A escala do Departamento Meteorológico da Índia usa 7 classificações diferentes para sistemas dentro do Oceano Índico Norte, e são baseados nos sistemas estimados de ventos máximos sustentados de 3 minutos. Os ciclones tropicais que se desenvolvem no Hemisfério Sul são classificados oficialmente pelos centros de aviso em uma das duas escalas, que são ambos baseados em velocidades de vento sustentadas de 10 minutos: a escala de intensidade de ciclone tropical Australiana é usada para classificar sistemas dentro da bacia de ciclone tropical da Austrália ou do Pacífico Sul. A escala usada para classificar sistemas no sudoeste do Oceano Índico é definida por Météo-France para uso em vários territórios franceses, incluindo a Nova Caledónia e Polinésia Francesa.
A definição de ventos sustentados recomendada pela Organização Meteorológica Mundial (OMM) e utilizada pela maioria das agências meteorológicas é a de uma média de 10 minutos a uma altura de 10 metros acima da superfície do mar. No entanto, a escala de furacões de Saffir–Simpson é baseada em medições da velocidade do vento em média durante um período de 1 minuto, a 10 m. A escala usada pelo RSMC New Delhi aplica um período de média de 3 minutos, e a escala Australiana é baseada em rajadas de vento de 3 minutos e ventos máximos sustentados em média ao longo de um intervalo de 10 minutos. Estas diferenças dificultam as comparações directas entre bacias.
Em todas as bacias, os ciclones tropicais são nomeados quando os ventos sustentados atingem pelo menos 35 km/h.

## Antecedentes
Os ciclones tropicais são definidos como sendo centro quentes, ciclones sinóticos não-frontais, que se desenvolvem sobre águas tropicais ou subtropicais, com convecção atmosférica organizada e têm uma circulação ciclônica de vento superficial. Eles são classificados pelas velocidades de vento localizadas em torno do centro de circulação e são classificados, pelos Centros meteorológicos regionais especializados da Organização Meteorológica Mundial em uma das cinco escalas de ciclones tropicais. A escala utilizada para um ciclone tropical em particular depende de que bacia o sistema está localizado em; com, por exemplo, a escala de furacões de Saffir-Simpson e as escalas de intensidade de ciclones tropicais australianos, ambos usados no Hemisfério Ocidental. Todas as escalas classificam ciclones tropicais usando seus ventos máximos sustentados, que são observados, medidos ou estimados usando várias técnicas, durante um período entre um e dez minutos.

## Atlântico, Pacífico Leste e Central
Ciclones tropicais que ocorrem no Hemisfério Norte a Leste do Antimeridiano são oficialmente monitorados pelo Centro Nacional de Furacões ou pelo Centro Central de Furacões do Pacífico. Na região, um ciclone tropical é definido como um distúrbio sinóptico de centro quente, não frontal, que se desenvolve sobre águas tropicais ou subtropicais, com convecção atmosférica organizada e um centro de circulação fechado bem definido. A região também define um ciclone subtropical como uma perturbação de baixa pressão não frontal, isso tem as características de ciclones tropicais e extratropicais. Uma vez que qualquer uma destas classificações é atendida, em seguida, os avisos são iniciados e os centros de aviso irá classificar o sistema como uma depressão tropical ou subtropical, se os ventos sustentados de um minuto estimado ou medido como menos de 35 kn (65 km/h; 40 mph).
Além disso, será atribuído um número de ciclones tropicais (ou número de TC para a abreviação), constituído oficialmente e em extenso (número de UM a TRINTA ou menos, estes números não são reciclados até ao próximo ano), seguido pelo (exceto para os sistemas do Atlântico Norte), um hífen e o sufixo, a letra "E", para o Leste do Pacífico, "-C" para o Pacífico Central); um número de dois (além de qualquer sufixo) abreviatura (como TD 08 para o Atlântico Norte depressão OITO, TD 21E do Leste do Pacífico depressão TWENTYONE-E, ou TD 03C para o Pacífico Central da depressão TRÊS-C) também é gerado para o boletim e automatizados em outros fins.
No entanto, se uma perturbação tropical for capaz de produzir condições para uma tempestade tropical ou um furacão em terra em 48 horas, então os alertas serão iniciados e serão classificados como um potencial ciclone tropical (PTC) com um número de dois dígitos (por exemplo, PTC-09 ou PTC-15E) que, de outra forma, parecerá idêntico a um número TC. Se o sistema se intensificar ainda mais ou já tiver ventos sustentados de um minuto de 34–63 kn (63–117 km/h; 39–72 mph), então ele será chamado de tempestade tropical ou subtropical e lhe será atribuído um nome (que substitui o número TC escrito; o número de dois dígitos ainda é mantido para fins como o sistema de previsão automática de ciclones tropicais, como no TS 12 de 2018 (KIRK).
Caso o sistema tropical se intensifique ainda mais e tenha ventos estimados ou medidos, superiores a 64 kn (119 km/h; 74 mph), então será chamado de furacão e classificado na escala de furacões de Saffir-Simpson. A classificação mais baixa do SSHWS é um furacão de categoria 1, com ventos entre 64–82 kn (119–152 km/h; 74–94 mph). Se o furacão se intensificar ainda mais, ele será classificado como um furacão de categoria 2, se tiver ventos entre 83–95 kn (154–176 km/h; 96–109 mph). Quando um sistema se torna um furacão de categoria 3 com ventos entre 96–112 kn (178–207 km/h; 110–129 mph), é considerado um grande furacão pelos centros de alerta. Um furacão de categoria 4 tem ventos máximos sustentados de 130-156 km/h, enquanto um furacão de categoria 5 tem ventos máximos sustentados de pelo menos 137–157 kn (254–291 km/h; 158–181 mph). Um ciclone pós-tropical é um sistema que se enfraqueceu para uma área de baixa pressão remanescente ou se dissipou e os alertas formais são geralmente descontinuados nesta fase. No entanto, os alertas podem continuar se o ciclone pós-tropical representar uma ameaça significativa para a vida e a propriedade. Eles também podem continuar se os remanescentes do sistema tiverem uma chance de regeneração e produzir ventos de tempestade tropical ou força de furacão sobre a terra em 48 horas.
O SSHS foi originalmente criado usando a velocidade do vento e a maré da tempestade, mas como a relação entre a velocidade do vento e a maré da tempestade não é necessariamente definida, a escala foi alterada para a "Saffir–Simpson Hurricane Wind Scale" (Sshws), baseada inteiramente na velocidade do vento.
Embora escalões crescentes da escala correspondam a ventos mais fortes, os rankings não são absolutos em termos de efeitos. Tempestades de categoria inferior podem causar maiores danos do que tempestades de categoria superior, dependendo de fatores como terreno local, densidade populacional e pluviosidade total. Por exemplo, um furacão de categoria 2 que atinge uma grande área urbana provavelmente causará mais danos do que um furacão de categoria 5 que atinge uma região maioritariamente rural. Na verdade, os sistemas tropicais com menos força do que os furacões podem causar danos significativos e baixas humanas, especialmente devido a inundações e deslizamentos de terra.
Historicamente, o termo grande furacão foi usado para descrever tempestades que possuíam ventos de pelo menos 110 km/h, grandes bandas (mais de 160 km/100 mi) e que causaram grandes quantidades de destruição. No início da década de 1970 este termo caiu em desuso após a introdução da escala de furacões de Saffir-Simpson.
Uma pequena mudança na escala foi feita antes da temporada de furacões de 2012, com as velocidades do vento para as Categorias 3-5 ajustadas para eliminar os erros de arredondamento que tinham ocorrido durante as temporadas anteriores, quando um furacão tinha velocidades de vento de 115 kn (213 km/h; 132 mph).

## Oceano Pacífico Ocidental
Os ciclones tropicais que ocorrem no Hemisfério Norte, entre o antimeridiano e 100° E são oficialmente monitorados pela Agência Meteorológica do Japão (JMA, RSMC Tóquio). Dentro da região, um ciclone tropical é definido como um ciclone de escala sinóptica não frontal originário de águas tropicais ou sub-tropicais, com convecção organizada e uma circulação de vento ciclônico de superfície. A classificação mais baixa utilizada pelo Comité de tufões é uma depressão tropical, com ventos sustentados de 10 minutos inferiores a 34 kn (63 km/h; 39 mph). Se a depressão se intensificar ainda mais, ela é nomeada e classificada como uma tempestade tropical, que tem velocidades de ventos entre 34–47 kn (63–87 km/h; 39–54 mph). Se o sistema continuar a intensificar-se, então ele será classificado como uma tempestade tropical severa, que tem velocidades de ventos entre 48–63 kn (89–117 km/h; 55–72 mph). A classificação mais alta na escala do Comité de tufões é um tufão, com ventos superiores a 64 kn (33 m/s; 119 km/h; 74 mph).
A Administração Meteorológica da China, o Observatório de Hong Kong (HKO), a Direcção dos Serviços Meteorológicos e Geofísicos (SMG) de Macau, a PAGASA e a JMA dividem ainda mais a categoria de tufões para fins domésticos. A AMJ divide a categoria de tufões em três categorias, com uma velocidade de vento máxima de 10 minutos abaixo de 84 kn (156 km/h; 97 mph) atribuída para a categoria de tufões (fortes). Um forte tufão tem velocidades de vento entre 85–104 kn (44–54 m/s; 157–193 km/h; 98–120 mph), enquanto um tufão violento tem velocidades de vento de 105 kn (54 m/s; 194 km/h; 121 mph) ou superior. O HKO, SMG e o CMA também dividem a categoria de tufões em três categorias, com ambos atribuindo uma velocidade máxima de vento de 80 kn (41 m/s; 150 km/h; 92 mph) à categoria de tufões. Um grave tufão tem velocidades de vento de 85–104 kn (44–54 m/s; 157–193 km/h; 98–120 mph), enquanto um super tufão tem ventos de 100 kn (51 m/s; 190 km/h; 120 mph). Em maio de 2015, a PAGASA introduziu o termo Supertufão e o usou para sistemas com ventos superiores a 120 kn (62 m/s; 220 km/h; 140 mph). Em abril de 2018, o SMG introduziu as categorias «Super tufão» e «tufão severo» como o da HKO. 
Além dos serviços meteorológicos nacionais de cada nação, o Joint Typhoon Warning Center (JTWC) dos Estados Unidos monitora a bacia, e emite avisos sobre ciclones tropicais significativos para o governo dos Estados Unidos, Atribuindo-lhes números TC de dois dígitos (com sufixo "W"). Estes avisos utilizam uma velocidade de vento sustentada de 1 minuto e podem ser comparados com a escala de furacões de Saffir-Simpson; no entanto, o JTWC usa a sua própria escala para classificações de intensidade nesta bacia. Estas classificações são a depressão Tropical, a tempestade Tropical, o tufão e o Supertufão. O Joint Typhoon Warning Center (JTWC) dos Estados Unidos classifica oficiosamente os tufões com velocidades de vento de pelo menos 130 nós (67 m/s; 150 mph).; 241 km/h) - o equivalente a uma forte tempestade de categoria 4 na escala de Saffir–Simpson—como supertufões. Também, quando uma depressão tropical é classificada como tempestade tropical pelo JMA, o JTWC adiciona o nome internacional (parentesco) ao seu número TC (ou seja, a depressão tropical vinte-W de 2018, abbr. TD 20W, tornou-se a tempestade tropical Bebinca, mas foi referido como TS 20W (BEBINCA) em Alertas do JTWC); no entanto, nos casos em que o JTWC atualize uma depressão tropical, tempestade sem a JMA seguinte terno (devido às diferenças entre a velocidade do vento escalas do JTWC e JMA), a nomenclatura de limite de número (sem o sufixo) é entre parêntes e acrescentado ao número de TC como um espaço reservado de nome, como no TS 16W (DEZESSEIS), até que a JMA atualize os nomes que, no caso, o nome irá substituir o espaço reservado.
Além disso, o Taiwan Central Weather Administration tem a sua própria escala em chinês, mas usa a escala do Comité de Tufão em inglês.

## Oceano Índico Norte
Qualquer ciclone tropical que se desenvolva no Oceano Índico Norte entre 100° e e 45° E é rasteado pelo Departamento Meteorológico da Índia (IMD, RSMC New Delhi). Dentro da região um ciclone tropical é definido como sendo um ciclone de escala sinóptica não frontal, que se origina sobre águas tropicais ou subtropicais com convecção organizada e uma circulação de vento de superfície ciclônica definida. A classificação oficial mais baixa utilizada no Oceano Índico Norte é uma depressão, com velocidades de vento sustentadas de 3 minutos entre 17–27 kn (31–50 km/h; 20–31 mph). Se a depressão se intensificar ainda mais, então ela se tornará uma depressão profunda, que tem ventos entre 28–33 kn (52–61 km/h; 32–38 mph). O sistema será classificado como uma tempestade ciclônica e atribuído um nome pelo IMD, se ele deve desenvolver velocidades de vento de força vendaval entre 34–47 kn (63–87 km/h; 39–54 mph). Tempestades ciclônicas graves têm ventos com força de tempestade entre 48–63 kn (89–117 km/h; 55–72 mph), enquanto tempestades ciclônicas muito graves têm ventos com força de furacão de 64–89 kn (119–165 km/h; 74–102 mph). Tempestades ciclônicas extremamente severas têm ventos de 90–119 kn (167–220 km/h; 104–137 mph). A classificação mais elevada utilizada no Oceano Índico Norte é uma tempestade Super Ciclônica, com ventos de força superior a 120 kn (220 km/h; 140 mph).
Historicamente, um sistema tem sido classificado como uma depressão se for uma área onde a pressão barométrica é baixa em comparação com seu entorno. Outras classificações historicamente utilizadas incluem: tempestade ciclônica onde os ventos não excederam a força 10 na escala de Beaufort e um ciclone onde os ventos são força 11 e 12 na escala de Beaufort. Entre 1924 e 1988, os ciclones tropicais foram classificados em quatro categorias: depressão, depressão profunda, tempestades ciclônicas e tempestades ciclônicas graves. No entanto, uma mudança foi feita em 1988 para introduzir a categoria "tempestade ciclônica severa com núcleo de ventos ciclónicos" para ciclones tropicais, com velocidades de vento superiores a 64 km/h (40 mph). Durante 1999 foram introduzidas as Categorias tempestade Ciclônica muito severa e tempestade Super Ciclônica, enquanto a tempestade ciclônica severa com um núcleo de categoria de ventos ciclónicos foi eliminada. Durante 2015 ocorreu outra modificação à escala de intensidade, com o DMI chamando um sistema com velocidades máximas sustentadas de 3 minutos entre 90–119 kn (167–220 km/h; 104–137 mph): uma tempestade ciclônica extremamente severa.
Os Joint Typhoon Warning Center dos Estados Unidos, também rastreia a bacia, e emite avisos de significativo ciclones tropicais em nome do Governo dos Estados Unidos, também, atribui números de TC como em todas as outras bacias acima (ainda que de forma não oficial para esta e posterior bacias; ciclones originários do Mar da Arábia são atribuídos o sufixo "A", enquanto aqueles na Baía de Bengala obter o sufixo "B"). Estes avisos usam uma velocidade de vento sustentada de 1 minuto e podem ser comparados com a escala de furacões de Saffir–Simpson, no entanto, independentemente da intensidade nesta bacia, o JTWC rotula todos os sistemas como ciclones tropicais com números TC (opcionalmente adicionado com nomes internacionais ou espaços entre parênteses, como efeito para tufões acima).

## Oceano Índico Sudoeste
Qualquer ciclone tropical que se desenvolva no Hemisfério Sul entre a África e 90° E é rasteiado pelo centro do ciclone tropical La Reunion (MFR, RSMC La Reunion). Dentro da região, uma perturbação tropical é definida como sendo uma área de baixa pressão não frontal sinóptica, originária de águas tropicais ou subtropicais com convecção organizada e circulação de vento ciclônico de superfície, com uma velocidade média do vento estimada não superior a 27 nós (50 km/h).
Uma perturbação tropical é o termo genérico do MFR para uma área não frontal de baixa pressão que tem convecção organizada e circulação de vento ciclônico de superfície. Estima-se que o sistema tenha velocidades de vento inferiores a 28 nós (50 km/h, 32 mph).
Um sistema é designado como uma depressão tropical ou uma depressão subtropical quando atinge velocidades de vento acima de 28 nós (50 km/h, 32 mph). Se uma depressão tropical atingir velocidades de vento de 35 nós (65 km/h, 40 mph), então ela será classificada como uma tempestade tropical moderada e atribuída um nome pelo Centro Sub Regional em Maurícia ou Madagáscar. Não importa o quão forte um sistema subtropical é nesta bacia, ele é sempre designado como uma depressão subtropical.
Se a tempestade se intensificar ainda mais e alcançar velocidades de ventos de 48 nós (89 km/h, 55 mph), então ela será classificada como uma tempestade tropical severa. Uma tempestade tropical severa é designada como um ciclone tropical quando atinge velocidades de vento de 64 nós (118 km/h, 74 mph). Se um ciclone tropical se intensificar ainda mais e atingir velocidades de vento de 166 km/h, 103 mph, será classificado como um ciclone tropical intenso. Um ciclone tropical muito intenso é a categoria mais alta na escala de ciclones tropicais do Sudoeste do Oceano Índico, com ventos superiores a 115 nós (212 km/h), 132 mph).
No décimo Comité de Ciclones Tropicais RA I realizado em 1991, foi recomendado que as classificações de intensidade fossem alteradas antes da temporada de ciclones tropicais 1993-94. Especificamente, foi decidido que a classificação: depressão tropical fraca, depressão tropical moderada e depressão tropical severa seria alterada para depressão tropical moderada e tempestade tropical severa. Esta mudança foi implementada antes da temporada de ciclones tropicais de 1993-94.
A Joint Typhoon Warning Center também monitoriza a bacia, e em nome do Governo dos Estados Unidos, emite avisos de ciclones tropicais significativos; estes sistemas são oficialmente atribuídos números de TC com o sufixo "S" (que abrange todo o Sul do Oceano Índico, incluindo em áreas de responsabilidade BMKG e BOM a oeste de 135° E). Estes avisos usam uma escala velocidade do vento de 1 minuto sustentado e pode ser comparado com a escala de furacões de Saffir–Simpson, no entanto, independentemente da intensidade nesta bacia o JTWC coloca rótulos de todos os sistemas de ciclones tropicais com números de TC (além de qualquer nome em parênteses ou espaços reservados, como tufão, no do Norte do Oceano Índico, ou seja escala de ciclones ou superior).

## Austrália e Fiji
Ciclones tropicais que ocorrem no Hemisfério Sul a leste de 90° E são oficialmente monitorados por um ou mais centros de avisos de ciclones tropicais. Estas são geridas pelo Serviço Meteorológico de Fiji, pelo Serviço Meteorológico da Nova Zelândia, pelo meteorológia de Badan da Indonésia, pelo Klimatologi, pelo dan Geofisika, pelo Serviço Meteorológico Nacional da Papua-Nova Guiné e pelo Gabinete de Meteorologia Australiano. Na região, um ciclone tropical é definido como sendo um sistema de baixa pressão não frontal de escala sinóptica que se desenvolve sobre as águas quentes. Com uma circulação de vento organizada definida e velocidades de vento sustentadas de 10 minutos de 34 kn (63 km/h; 39 mph) ou maior perto do centro. Uma vez que esta definição foi cumprida, todos os centros nomearam o sistema e começaram a usar a escala de intensidade de ciclones tropicais australianos, que mede ciclones tropicais usando um sistema de cinco categorias baseado em ventos máximos sustentados de 10 minutos. Estima-se que um ciclone tropical de categoria 1 tenha uma velocidade de vento sustentada de 10 minutos de 34–47 kn (63–87 km/h; 39–54 mph), enquanto se estima que um ciclone tropical de categoria 2 tenha uma velocidade de vento sustentada de 48–63 kn (89–117 km/h; 55–72 mph). Quando um sistema se torna um ciclone tropical de categoria 3, é reclassificado como um ciclone tropical severo e tem velocidades de vento de 64–85 kn (119–157 km/h; 74–98 mph). Um ciclone tropical intenso de categoria 4 tem ventos de até 86–110 kn (159–204 km/h; 99–127 mph), enquanto que a classificação máxima é de um ciclone tropical severo de categoria 5, com ventos de pelo menos 108 kn (200 km/h; 124 mph).
Para sistemas abaixo da intensidade de um ciclone tropical, existem vários termos utilizados, incluindo a Perturbação Tropical, a Baixa Tropical e a Depressão Tropical. Uma Perturbação Tropical é definida como sendo um sistema não frontal de escala sinóptica originário dos trópicos, com convecção reforçada persistente e alguma indicação de circulação. Uma Depressão Tropical ou uma Baixa Tropical é uma perturbação com uma circulação definida, na qual a posição central pode ser estimada e a velocidade média do vento máxima de 10 minutos é inferior a 34 kn (39 mph); 63 km/h) perto do centro. O FMS é constituído por estes sistemas quando têm potencial para se transformarem num ciclone tropical ou persistirem para causar um impacto significativo na vida e na propriedade, dentro da sua área de responsabilidade, tendo sido analisados nas 24 horas anteriores. A escala de intensidade do ciclone tropical australiano foi introduzida pelo BOM, antes da temporada de ciclones de 1989-90.
O Joint Typhoon Warning Center também monitoriza a bacia, e em nome do Governo dos Estados Unidos, emite avisos de ciclones tropicais significativos; estes sistemas são oficialmente atribuídos números de TC com o sufixo "S" (se origem a oeste de 135° E; abrange todo o Sul do Oceano Índico, incluindo a área de responsabilidade do MFR) ou sufixo "P" (se a leste de 135° E; abrange todo o Sul do Oceano Pacífico, a fusão BOM, PNG-SNT, FMS, e MSNZ AORs juntos). Estes avisos usam uma velocidade de vento sustentada de 1 minuto e podem ser comparados com a escala de furacões de Saffir–Simpson, no entanto, independentemente da intensidade nessas bacias, o JTWC rotula todos os sistemas como ciclones tropicais com números TC (mais quaisquer nomes ou espaços de substituição entre parênteses, como para tufões e ciclones do Oceano Índico acima).

## Escalas alternativas
Existem outras escalas que não são utilizadas oficialmente por nenhum dos centros meteorológicos especializados regionais ou os Centros De Aviso de Ciclones Tropicais. No entanto, eles são usados por outras organizações, como a Administração Oceânica e Atmosférica Nacional. Um exemplo de tal escala é o Índice de Energia Cinética Integrada, que mede o potencial destrutivo da onda de tempestade na costa; ele trabalha em uma escala que varia de um a seis, com seis tendo o maior potencial destrutivo.
A energia ciclônica acumulada (ECA) é usada pela Administração Oceânica e Atmosférica Nacional e outras agências para expressar a atividade de ciclones tropicais individuais que estão acima da força das tempestades tropicais e de estações inteiras de ciclones tropicais. Calcula-se tomando os quadrados da velocidade máxima sustentada estimada de cada tempestade tropical ativa (velocidade do vento igual ou superior a 35 nós) em intervalos de seis horas. Os números são geralmente divididos em 10.000 para torná-los mais gerenciáveis. A unidade ECA é 104 kn2, e para uso como índice a unidade é assumida. Além de ser ao quadrado para ACE, a velocidade do vento também pode ser cubada, que é referido como o Índice de Dissipação de Energia (PDI).
O Índice de intensidade de furacões (Hsi) é outra escala utilizada e classifica a gravidade de todos os tipos de ciclones tropicais e subtropicais com base na intensidade e no tamanho de seus campos de vento. O HSI é uma escala de 0 a 50 pontos, atribuindo até 25 pontos para a intensidade de um ciclone tropical e até 25 pontos para o tamanho do campo de vento. Os pontos são atribuídos numa escala móvel, com a maioria dos pontos reservados para a força dos furacões e campos de vento maiores.

## Comparações entre bacias
A terminologia para ciclones tropicais difere de uma região para outra. Segue-se um resumo das classificações utilizadas pelos centros de alerta oficiais em todo o mundo. NHC, CPHC e JTWC usam ventos sustentados de 1 minuto, o DMI usa ventos sustentados de 3 minutos (não mostrado abaixo) enquanto todos os outros centros de aviso usam ventos sustentados de 10 minutos.
| Classificações Ciclone Tropical | Classificações Ciclone Tropical             | Classificações Ciclone Tropical                    | Classificações Ciclone Tropical    | Classificações Ciclone Tropical | Classificações Ciclone Tropical | Classificações Ciclone Tropical          | Classificações Ciclone Tropical | Classificações Ciclone Tropical     |
| Escala Beaufort                 | ventos sustentados 1-minuto (NHC/CPHC/JTWC) | ventos sustentados 10-minutos (WMO/JMA/MF/BOM/FMS) | Pacífico NE & Atlântico N NHC/CPHC | Pacífico NW JTWC                | Pacífico NW JMA                 | Oceano Índico N IMD                      | Oceano Índico SW MF             | Austrália & Pacífico S BOM/FMS      |
| ------------------------------- | ------------------------------------------- | -------------------------------------------------- | ---------------------------------- | ------------------------------- | ------------------------------- | ---------------------------------------- | ------------------------------- | ----------------------------------- |
| 0–7                             | <32 kn (37 mph; 59 km/h)                    | <28 kn (32 mph; 52 km/h)                           | Depressão tropical                 | Depressão tropical              | Depressão tropical              | Depressão                                | Zona de Distúrbio de tempo      | Distúrbio tropical                  |
| 7                               | 33 kn (38 mph; 61 km/h)                     | 28–29 kn (32–33 mph; 52–54 km/h)                   | Depressão tropical                 | Depressão tropical              | Depressão tropical              | Depressão profunda                       | Distúrbio tropical              | Depressão tropical                  |
| 8                               | 34–37 kn (39–43 mph; 63–69 km/h)            | 30–33 kn (35–38 mph; 56–61 km/h)                   | Tempestade tropical                | Tempestade tropical             | Depressão tropical              | Depressão profunda                       | Depressão tropical              | Baixa tropical                      |
| 9–10                            | 38–54 kn (44–62 mph; 70–100 km/h)           | 34–47 kn (39–54 mph; 63–87 km/h)                   | Tempestade tropical                | Tempestade tropical             | Tempestade tropical             | Tempestade ciclônica                     | Tempestade tropical moderada    | Ciclone tropical categoria 1        |
| 11                              | 55–63 kn (63–72 mph; 102–117 km/h)          | 48–55 kn (55–63 mph; 89–102 km/h)                  | Tempestade tropical                | Tempestade tropical             | Tempestade tropical severa      | Tempestade ciclônica severa              | Tempestade tropical severa      | Ciclone tropical categoria 2        |
| 12+                             | 64–71 kn (74–82 mph; 119–131 km/h)          | 56–63 kn (64–72 mph; 104–117 km/h)                 | Furacão categoria 1                | Tufão                           | Tempestade tropical severa      | Tempestade ciclônica severa              | Tempestade tropical severa      | Ciclone tropical categoria 2        |
| 12+                             | 72–82 kn (83–94 mph; 133–152 km/h)          | 64–72 kn (74–83 mph; 119–133 km/h)                 | Furacão categoria 1                | Tufão                           | Tufão                           | Tempestade ciclônica muito severa        | Ciclone tropical                | Ciclone tropical severo categoria 3 |
| 12+                             | 83–95 kn (96–109 mph; 154–176 km/h)         | 73–83 kn (84–96 mph; 135–154 km/h)                 | Furacão categoria 2                | Tufão                           | Tufão                           | Tempestade ciclônica muito severa        | Ciclone tropical                | Ciclone tropical severo categoria 3 |
| 12+                             | 96–97 kn (110–112 mph; 178–180 km/h)        | 84–85 kn (97–98 mph; 156–157 km/h)                 | Furacão maior categoria 3          | Tufão                           | Tufão muito forte               | Tempestade ciclônica muito severa        | Ciclone tropical                | Ciclone tropical severo categoria 3 |
| 12+                             | 98–112 kn (113–129 mph; 181–207 km/h)       | 86–98 kn (99–113 mph; 159–181 km/h)                | Furacão maior categoria 3          | Tufão                           | Tufão muito forte               | Tempestade ciclônica extremamente severa | Ciclone tropical intenso        | Ciclone tropical severo categoria 4 |
| 12+                             | 113–122 kn (130–140 mph; 209–226 km/h)      | 99–107 kn (114–123 mph; 183–198 km/h)              | Furacão maior categoria 4          | Tufão                           | Tufão muito forte               | Tempestade ciclônica extremamente severa | Ciclone tropical intenso        | Ciclone tropical severo categoria 4 |
| 12+                             | 123–129 kn (142–148 mph; 228–239 km/h)      | 108–113 kn (124–130 mph; 200–209 km/h)             | Furacão maior categoria 4          | Tufão                           | Tufão violento                  | Tempestade ciclônica extremamente severa | Ciclone tropical intenso        | Ciclone tropical severo categoria 5 |
| 12+                             | 130–136 kn (150–157 mph; 241–252 km/h)      | 114–119 kn (131–137 mph; 211–220 km/h)             | Furacão maior categoria 4          | Supertufão                      | Tufão violento                  | Tempestade superciclônica                | Ciclone tropical muito intenso  | Ciclone tropical severo categoria 5 |
| 12+                             | >136 kn (157 mph; 252 km/h)                 | >120 kn (138 mph; 222 km/h)                        | Furacão maior categoria 5          | Supertufão                      | Tufão violento                  | Tempestade superciclônica                | Ciclone tropical muito intenso  | Ciclone tropical severo categoria 5 |